# 피스트 오 파이어드
레이스 포 더 케이스 (Race For The Case) /체이스 포 더 케이스 (Chase For The Case) (이전명칭 : 피스트 오 파이어드 Feast or Fired)는 미국 프로레슬링 단체 임팩트 레슬링에서 운영되는 경기 방식이다. 이 경기는 2007년  페이 퍼 뷰중 하나인 터닝포인트(Turing Point 2007)에서 처음 시도되었으며, 현재까지 총 5번 진행되었다. 유사한 경기는 WWE 머니 인 더 뱅크이다. (2016년까지는 타이틀에 도전할 수 있는 가방이 3개이며, 1개의 해고통지서가 포함되어 있고, 사다리 경기 방식이 아니라는 점이 머니 인 더 뱅크와의 차이점이었으나, 2017년부터는 현재의 명칭으로 변경되었으며, 해고통지서는 들어있지 않게 되었다.)

## 경기 규칙
- 링의 4개의 코너에 있는 폴대 꼭대기에 각각의 가방이 걸려있다.
- 가방을 차지한 4명의 선수는 승자가 된다.
- 녹색 가방에는 임팩트 레슬링 월드 헤비웨이트 챔피언쉽 , 황금색 가방에는 임팩트 레슬링 월드 태그팀 챔피언쉽 , 빨간색 가방에는 임팩트 레슬링 그랜드 챔피언쉽 , 파란색 가방에는 임팩트 레슬링 X-디비전 챔피언쉽 도전권이 들어있으며 가방을 따고 1년 안에 언제 어디서든지 자신이 원할 때 도전권을 사용할 수 있다. (2016년까지는 도전권 가방 3개, 해고통지서 가방 한개가 들어있었기에 후자를 차지한 선수는 단체를 떠나야하기 때문에 가방의 내용이 공개되기 전까지는 승리했다고 해서 마냥 기뻐할 수 많은 없었으나, 2017년 경기 명칭이 바뀌면서 해고통지서 가방은 사라지게 된다.)

## 같이 보기
- WWE 머니 인 더 뱅크